# Супіріор (Монтана)
Супіріор (англ. Superior) — місто (англ. town) в США, в окрузі Мінерал штату Монтана. Населення — 830 осіб (2020).

## Географія
Супіріор розташований за координатами 47°11′37″ пн. ш. 114°53′41″ зх. д. / 47.19361° пн. ш. 114.89472° зх. д. (47.193548, -114.894754).  За даними Бюро перепису населення США в 2010 році місто мало площу 3,01 км², з яких 2,71 км² — суходіл та 0,30 км² — водойми. В 2017 році площа становила 2,77 км², з яких 2,47 км² — суходіл та 0,30 км² — водойми.

### Клімат
| Клімат : Супіріор     | Клімат : Супіріор | Клімат : Супіріор | Клімат : Супіріор | Клімат : Супіріор | Клімат : Супіріор | Клімат : Супіріор | Клімат : Супіріор | Клімат : Супіріор | Клімат : Супіріор | Клімат : Супіріор | Клімат : Супіріор | Клімат : Супіріор | Клімат : Супіріор |
| Показник              | Січ.              | Лют.              | Бер.              | Квіт.             | Трав.             | Черв.             | Лип.              | Серп.             | Вер.              | Жовт.             | Лист.             | Груд.             | Рік               |
| Середній максимум, °C | 2,2               | 5,9               | 11,4              | 16,1              | 20,9              | 25,1              | 30,4              | 30,3              | 24,2              | 15,7              | 6,0               | 0,6               | 15,7              |
| Середній мінімум, °C  | −5,9              | −5,3              | −2,3              | 0,4               | 4,1               | 7,7               | 10,2              | 9,6               | 5,4               | 0,9               | −2,5              | −6,6              | 1,3               |
| Норма опадів, мм      | 29                | 29                | 31                | 33                | 50                | 52                | 25                | 34                | 30                | 33                | 46                | 39                | 430               |
| --------------------- | ----------------- | ----------------- | ----------------- | ----------------- | ----------------- | ----------------- | ----------------- | ----------------- | ----------------- | ----------------- | ----------------- | ----------------- | ----------------- |
| Джерело: NOAA         |                   |                   |                   |                   |                   |                   |                   |                   |                   |                   |                   |                   |                   |

## Демографія
Згідно з переписом 2010 року, у місті мешкало 812 осіб у 386 домогосподарствах у складі 220 родин. Густота населення становила 270 осіб/км².  Було 431 помешкання (143/км²).
Расовий склад населення:
| - 93,8 % — білих - 1,6 % — азіатів - 1,2 % — корінних американців - 0,7 % — чорних або афроамериканців |

До двох чи більше рас належало 2,5 %. Частка іспаномовних становила 2,3 % від усіх жителів.
За віковим діапазоном населення розподілялося таким чином: 15,9 % — особи молодші 18 років, 58,2 % — особи у віці 18—64 років, 25,9 % — особи у віці 65 років та старші. Медіана віку мешканця становила 52,1 року. На 100 осіб жіночої статі у місті припадало 94,3 чоловіків;  на 100 жінок у віці від 18 років та старших — 91,9 чоловіків також старших 18 років.
Середній дохід на одне домашнє господарство  становив 31 590 доларів США (медіана — 22 069), а середній дохід на одну сім'ю — 48 090 доларів (медіана — 43 381). Медіана доходів становила 42 917 доларів для чоловіків та 27 500 доларів для жінок. За межею бідності перебувало 25,5 % осіб, у тому числі 24,9 % дітей у віці до 18 років та 13,1 % осіб у віці 65 років та старших.
Цивільне працевлаштоване населення становило 250 осіб. Основні галузі зайнятості: освіта, охорона здоров'я та соціальна допомога — 27,2 %, мистецтво, розваги та відпочинок — 13,6 %, роздрібна торгівля — 10,8 %, виробництво — 10,8 %.